# Lotus (film)
Lotus is een Nederlandse film uit 2011 in een regie van Pascale Simons. 
Het regiedebuut van Simons is een mozaïekvertelling die zich afspeelt over een periode van 24 uur in Rotterdam. 

## Verhaal
Een middag, een nacht en de daarop volgende ochtend in een grote stad. Een grote stad waar personages langs elkaar heen leven. Anoniem. In zichzelf gekeerd. Niet wetend van elkaars bestaan, levend in een drukke maatschappij. Zo leeft Ben, een gelukkige huisvader met Antilliaanse vrouw en drie kinderen, al jaren met het geheim dat hij homoseksueel is.

## Rolverdeling
- Raymond Thiry: Ben
- Gwen Maduro: Linda
- Bruno Vanden Broecke: Guus
- Jack Wouterse: Johan
- Frieda Pittoors: Ineke
- Joris Smit: Wubbe
- Chris Zegers: Mike
- Georgina Verbaan: Elsa
- Yamill Jones: Jeffrey
- Vefa Ocal: Karim
- Peggy-Jane de Schepper: Natasja
- Monic Hendrickx: Petra
- Gaite Jansen: Steintje
- Edda Barends: Jet
- Nasrdin Dchar: Sadik
- Birgit Schuurman: Misja
- Yinka Adekoya: zoon 1 Ben
- Ilano Silvas Timas: zoon 2 Ben
- Arthur Gort: zoon 3 Ben